# Proasellus ezzu
Proasellus ezzu és una espècie de crustaci isòpode pertanyent a la família dels asèl·lids.

## Etimologia
El seu epítet específic ezzu en llengua sarda vol dir antic d'edat, un nom que es va considerar escaient per a aquesta espècie car és un testimoni d'antics esdeveniment geològics.

## Descripció
- És una espècie cega i despigmentada.
- L'estructura de l'endopodi del mascle sembla ésser molt similar al mateix apèndix de l'espècie ibèrica Proasellus ebrensis, tot i que adaptada parcialment a un entorn aquàtic subterrani.[3]

## Hàbitat
És una espècie demersal i d'aigua dolça.

## Distribució geogràfica
Es troba a Europa: l'illa de Sardenya (Itàlia).